# Huttowie
Huttowie − fikcyjna rasa kosmitów ze świata Gwiezdnych wojen. Z wyglądu przypominają gigantyczne ślimaki bez muszli. Są hermafrodytami, poza tym cechują się wyjątkową długowiecznością oraz częściową odpornością na Moc. Według chronologii wydarzeń po raz pierwszy pojawiają się w Mrocznym widmie. W Expanded Universe są przedstawieni jako rasa intrygantów, polityków i manipulatorów, zorganizowanych na swojej planecie Nal Hutta w różne klany.
Przedstawiciel tej rasy − Jabba − występuje również w nakręconej wcześniej części Powrót Jedi oraz edycji specjalnej Nowej Nadziei. Cała rasa z nielicznymi wyjątkami wykazuje się ordynarnością oraz skłonnością do działalności kryminalnej.
Język Huttów jest to swego rodzaju lingua franca galaktycznego świata przestępczego.